# پدرو منندس د آویلس
پدرو منندس د آویلس (به اسپانیایی: Pedro Menéndez de Avilés) (به آستوری: Pedro (Menéndez) d'Avilés) (متولد ۱۵ فوریه ۱۵۱۹–۱۷ سپتامبر ۱۵۷۴)، دریاسالار، کاوشگر و کنکیستادور اسپانیایی اهل آبیلس در آستوریاس اسپانیا بود. او به دلیل برنامه‌ریزی اولین بدرقه فرا-اقیانوسی که بعدها به ناوگان گنج اسپانیا معروف شد و همچنین به دلیل تأسیس سنت آگوستین، فلوریدا در ۱۵۶۵ شناخته می‌شود. این اولین اسکان اروپایی موفقیت‌آمیز در لا فلوریدا و مهمترین شهر منطقه برای نزدیک به سه دهه بود. سنت آگوستین قدیمی‌ترین اسکان بنا نهاده شده توسط اروپاییان در سرزمین قاره‌ای ایالات متحده بود که به‌طور پیوسته ساکنینی داشته‌است. منندس د آویلس اولین فرماندار لا فلوریدا (۱۵۶۵–۱۵۷۴ میلادی) بوده‌است. منندس با قرارداد یا «آسینتو» با فیلیپ دوم به عنوان «آدلانتادو» گماشته شده و مسئول اجرای سیاست‌های سلطنتی جهت ساخت سنگرهایی برای دفاع از قلمروهای فتح‌شده در «لا فلوریدا» و استقرار مؤسسات حکومتی کاستیلی در نواحی موردنظر بود.

## سال‌های اولیه
پدرو منندس د آویلس فرزند خانواده قدیمی اشرافی در پادشاهی آستوریاس بود. او یکی از جوانترین پسران خوان آلونسو سانچز د آویلس بود که به عنوان یکی از فرمانروایان کاتولیک در جنگ گرانادا شرکت کرد. مادر او ماریا آلونسو ی منندس آرانگو بود. والدین او بیست فرزند داشتند و پدرو هنگامی که پدرش فوت کرد هنوز کودک بود.
وقتی دونا ماریا مجدداً ازدواج کرد، پدرو برای زندگی نزد یکی از اقوام خود که قول داده بود در زمینه تحصیلی او را هدایت کند فرستاده شد. پدرو با مراقب خود کنار نیامده و از خانه فرار کرد. او شش ماه بعد در وایادولید یافت شد و به خانه پرورشگاهی خویش عودت داده شد. در نهایت منندس وارد خدمات نظامی شد و به یکی از جنگ‌های فرانسه فرستاده شد. او در دریا در ناوگان کوچکی در مقابل دزدان دریایی فرانسوی که به ناوگان تجاری اسپانیا هجمه برده بودند، خدمت کرد.

## حرفه نظامی
بعد از دو سال نبرد، منندس بعد از اینکه نقشه‌ای جهت استفاده از بخشی از میراثش جهت ساخت کشتی خود کشیده بود به نزد خانواده‌اش بازگشت. او «پاتاچه» ای ساخت که دریانورد پارویی کوچک، اما سریعی بود که برای گشت‌زنی در ساحل مناسب بود. وی تعدادی از خویشاوندانش را برای دریانوردی با خود جهت ماجراجویی به کار گرفت.
منندس جوان در این کشتی طی درگیری با دزدان دریایی که به سه کشتی باری اسپانیایی کند در ساحل گالیسیا حمله کرده بودند، پیروز شد. او با کاپیتانی کردن مؤثر خود، دو «زابرای» سریع را که تعقیبش می‌کردند را از همجدا کرد و هردو را گرفت و سومی را نیز از خود دور کرد. استثمارات پدرو منندس به زودی مبدل به موضوع بحث در جبهه‌های آبی اسپانیا و فرانسه و دربارهای سلطنتی شد. در همین حال، تاجران سویل و «کاسا د کانتراسیون» (خانه تجارت) از موفقیت‌های منندس و رشد اثرگذاری‌هایش بر روی تاج و تخت آزرده‌دل شده بود.

## ناوگان گنج
اعتبار رهبر اسپانیایی که اولین بار استحکامات سلطنتی در بندرگاه‌های عمده کارائیبی را نقشه‌برداری کرده و مجوز ساختش را داد، به منندس نسبت می‌دهند. او توسط تاج و تخت در ۱۵۵۴ میلادی به عنوان کاپیتان-ژنرال ناوگان سرخ پوستان، یعنی همان ناوگان گنج اسپانیایی گماشته شد؛ همان سال او از ناوگان جدا شده و به‌طور امن به اسپانیا بازگردانده شد. او قاطعانه معتقد به اهمیت استراتژیکی کانال باهاما و هاوانا در جزیره کوبا بود، جزیره‌ای که از بندرهای مهم برای هدایت میعاد سالانهٔ «فلوتای» (دسته کشتی‌های اسپانیولی) کشتی‌های بادبانی بزرگ گنج قرن پانزدهمی میلادی بود. این سمت به شدت پرابهت بود و برای تاج و تخت غیر معمول بود که چنین منصبی را ایجاد کنند. در گذشته «کاسا د کانتراتاسیون» این موقعیت را کنترل کرده بوده‌است.
پادشاه فیلیپ دوم و منندس روابط نزدیکی داشتند. تاج و تخت او را دعوت کرد تا هنگامی که فیلیپ با ماری اول، ملکه انگلستان ازدواج کرد بخشی از «حزب سلطنتی» باشد.
در ۱۵۵۹ میلادی، فیلیپ دوم مجدداً منندس را به عنوان ژنرال کاپیتان و برادرش «بارتولومه منندس» را به عنوان دریاسال ناوگان سرخ پوستان گماشت. او اکتبر همان سال به مقصد سرخ پوستان دریانوردی کرده و کالئون‌های «آرمادا د لا کاررا» کبیر یا «ناوگان گنج اسپانیایی» را در بازگشتشان از کارائیب و مکزیک به اسپانیا رهبری کرد. منندس مسیری که دنبال می‌کردند را تعیین کرد، این مسیر از تنگه فلوریدا (به زبان اسپانیایی: Estrecho de Florida) گذشته و به سواحل شرقی فلوریدا رفته و از جریان گلف استریم سود می‌جست. با این حال، در ۱۵۶۱ میلادی منندس توسط مقامات کاسا به دلیل اتهامات قاچاق زندانی شد، اما پرونده او به دادگاه انتقال یافته و باعث برنده شدن و در پی آن آزادی او شد.
اعتبار برنامه‌ریز ارشد نظام قافله‌ای یگان گنج اسپانیایی که مبدل به پیوند ارتباطی بین اسپانیا و قلمروهای ماوراء البحری گشت به منندس نسبت داده می‌شود. او در همکاری با «آلوارو د بازان» اولین مارکوئیس از سانتا کروز به طراحی کالئون‌های بزرگی کمک کرد که تجارت بین کادیس در اسپانیا و وراکروس در مکزیک اسپانیایی را حمل می‌کرد.
بعدها منندس در ظرفیت خود با عنوان «آدالنتادو»، ملزم به کاوش در این قلمروی وسیعی شد که از سواحل خلیج در فلوریدای امروزین غربی، حول نقاط کلیدی فلوریدا به نیوفاوندلند گسترش یافته بود. او ملزم به استقرار دو یا سه «پرسیدیوس» مستحکم شده و اسکان مهاجران و بردگان و شروع به تبدیل مذهب سرخ پوستان (بومیان) به مذهب سرخ پوستان شد.

## ارجاعات
1. ↑  R. A. Stradling (2003). The Armada of Flanders: Spanish Maritime Policy and European War, 1568-1668. Cambridge University Press. p. 5. ISBN 978-0-521-52512-1.
2. ↑  Eugene Lyon (28 May 1983). The Enterprise of Florida: Pedro Menéndez de Avilés and the Spanish Conquest of 1565-1568. University Press of Florida. p. 4. ISBN 978-0-8130-0777-9. Retrieved 23 November 2012.
3. ↑  María Antonia Sáinz Sastre (1992). La Florida, Siglo XVI: Descubrimiento y Conquista. Editorial Mapfre. p. 131. ISBN 978-84-7100-475-8.
4. ↑  Albert Manucy (1 October 2014). Menendez: Pedro Menendez de Aviles, Captain General of the Ocean Sea. Pineapple Press. p. 101. ISBN 978-1-56164-692-0.
5. ↑  Albert Manucy (1 October 2014). Menendez: Pedro Menendez de Aviles, Captain General of the Ocean Sea. Pineapple Press. pp. 9–11. ISBN 978-1-56164-692-0.
6. 1 2  Woodbury Lowery (1911). The Spanish settlements within the present limits of the United States: Florida, 1562-1574. G.P. Putnam. p. 126.
7. ↑  extracted from the historical text available at http://augustine.com Written History بایگانی‌شده  در ۴ سپتامبر ۲۰۱۱ توسط Wayback Machine
8. ↑  Woodbury Lowery (1911). The Spanish settlements within the present limits of the United States: Florida, 1562-1574. G.P. Putnam. p. 123.
9. ↑  Woodbury Lowery (1905). The Spanish Settlements Within the Present Limits of the United States: Florida 1562-1574. G.P. Putnam's Sons. pp. 12–14.
10. ↑  "The galleon evolved in response to Spain's need for an ocean-crossing cargo ship that could beat off corsairs. Pedro de Menéndez, along with the marquis Santa Cruz (later a hero of the Battle of Lepanto), is credited with developing the prototypes which had the long hull - and sometimes the oars - of a galley married to the poop and prow of a nao or merchantman. Galeones were classed as 1-, 2- or 3-deckers, and stepped two or more masts rigged with square sails and topsails (except for a lateen sail on the mizzenmast). Capacity ranged up to 900 tons or more. Menéndez's San Pelayo of 1565 was a 900-ton galleon, which was also called a nao and galeaza. She carried 77 crewmen, 18 gunners, transported 317 soldiers and 26 families, as well as provisions and cargo. Her armament was iron." Menéndez: Pedro Menéndez de Avilés, Captain General of the Ocean Sea. Albert C. Manucy. Pineapple Press, Inc. (1992). p.100
11. ↑  Lyon, Eugene (July 1988). "Pedro Menéndez's Strategic Plan for the Florida Peninsula". The Florida Historical Quarterly. Florida Historical Society. 67 (1): 12.
12. ↑  Gonzalo Solís de Merás; David Arbesú (November 2020).  David Arbesú (ed.). Pedro Menéndez de Avilés and the Conquest of Florida: A New Manuscript. University Press of Florida. p. 11. ISBN 978-0-8130-6842-8.